# IBM PCコンバーティブル
IBM PCコンバーティブル（英語: IBM PC Convertible、アイビーエム ピーシー コンバーティブル）はIBMが開発・販売した同社初のラップトップパソコンである。1986年4月3日にリリースされ、後にデファクトスタンダードとなる3.5インチ フロッピーディスクドライブ (FDD) を搭載した最初のIBM製パソコンでもあった。最近のノートパソコンのように電源管理機能を搭載し、内蔵バッテリーで駆動することができた。
本機はIBM Portableの後継機で、モデル番号は5140。1991年にIBM PS/2 L40SX、日本ではIBM PS/55note（ThinkPadの前身）に置き換えられた。

## 前身
1983年にコードネーム"Sweetpea"としてTandy Model 100のようなラップトップが開発されたが、IBM PC互換でなかったためドン・エストリッジによって中止されたと言われている。1984年にはより大きな液晶ディスプレイを搭載したもう一つのプロトタイプ機("P-14")が開発されたが、チクレット・ルール（人間工学テスト）を満たさなかった。特にData General/Oneのディスプレイに劣っていた。

## 説明
PCコンバーティブルはCPUにCMOS版Intel 8088（4.77 MHz駆動）、256KBのRAM（最大640KB）、2台の720KB 3.5インチFDD、CGA互換モノクロ液晶画面を搭載し、価格は2,000ドルであった。重量は5.8kgで持ち運び用の取っ手を装備していた。
PCコンバーティブルは背面に独特なISAバスベースのポートによる拡張性を備えていた。小型プリンターや映像出力モジュールなどの拡張モジュールを取り付けることができた。本機はモデムを内蔵できるが、ハードディスクを内蔵するスペースはなかった。ボディのコンセプトとデザインはドイツのインダストリアルデザイナーであるリヒャルト・ザッパーによって作られた。
コンピューターの電源ボタンを押しても電源を切ることはできず、代わりにサスペンドモードにすることができた。これは長時間の起動処理を避けるためであった。CMOS版80C88はスタティックコアを持つ。これは、システムクロックの発振を停止しても内部状態を保持できることを意味する。これによりクロック信号が再始動したときにまるでずっと電源が入っていたかのように処理を再開できた。CMOS版80C88はクロック信号停止中には非常に小さな電力しか消費しなかった。
画面はそれほど高さがなく、そのためテキスト文字やグラフィックは縦方向に通常の半分の高さに縮められた。ディスプレイは80桁x25行のテキスト、640x200ドットと320x200ドットのグラフィックモードを表示できた。ディスプレイの下にある2台のフロッピードライブの間のレバーを押すと画面を本体から外すことができた。これは1つのデスクでフルサイズのデスクトップモニターを使うのに便利で、「ドッキングステーション」コンセプトの走りであった。

## 評価
本機は様々な理由によりほとんど売れなかった。PCコンバーティブルは重量が重く、（新しいCMOSプロセッサーとSRAMを使用しているにもかかわらず）IBM Portableを置き換えるに値するほど速くはなく、従来機のPCの拡張ポートをアドオンカードを含め搭載せず（シリアルポートやパラレルポートなど）、視認性の悪い奇特な形の液晶画面（最初の画面はバックライトが欠落していた）、また、コンパックなどの企業から80286やオプションでハードディスクを搭載したより速いポータブル機、東芝やZenith Data Systemsといった企業から似たようなスペックでより軽く、時に半額で、競合するラップトップ機が登場した。キーボードもまた広く批判されるものであった。

## 日本での取り扱い
日本では1986年9月に日本IBMより正規輸入に近い形で販売された。日本語化は行われず、またモデムや米IBMの経営・財務用ソフト「IBM Accounting Assistant Series」など一部のハードウェア・ソフトウェアはサポートの都合で販売されなかった。
またPS/55の日本独自仕様のラップトップモデルである5535-Mのベースとなった。